# Angels with Dirty Faces
Angels with Dirty Faces és una pel·lícula de la Warner Brothers dirigida per Michael Curtiz i protagonitzada per James Cagney, Pat O'Brien, Humphrey Bogart i Ann Sheridan. Basada en un relat de Rowland Brown, la pel·lícula narra la relació d’un popular gangster, William "Rocky" Sullivan, amb el seu amic de la infància i ara sacerdot, el pare Jerry Connolly. Es va estrenar el 25 de novembre de 1938, aconseguint uns guanys de 1.700.000 dòlars. Va tenir tres nominacions als premis Oscar, les de millor director, millor actor, per James Cagney, i millor guió original però no en va guanyar cap.

## Argument
Rocky Sullivan i Jerry Connelly són dos delinqüents juvenils. Un dia són sorpresos mentre intenten robar unes estilogràfiques en un vagó de tren. Mentre Jerry aconsegueix fugir, Rocky és detingut i enviat a un reformatori. Un cop adult, Rocky, després de múltiples sortides i entrades a la presó, acaba convertint-se en un gàngster. Per contra, Jerry acaba convertint-se en el pare Connolly, un sacerdot catòlic que intenta salvar de la delinqüència els joves del barri.
Rocky és arrestat i fa un tracte amb un advocat corrupte, James Frazier, de fer-se càrrec de la caiguda de la seva banda a canvi de tenir 100.000 dòlars quan surti de la presó. Quan Rocky surt lliure pretén recuperar els 100.000 dòlars però, li dona llargues ja que ara treballa per a Mac Keefer, un dels caps mafiosos de la ciutat. Les coses es van complicant, ja que Rocky per una banda es converteix en l'ídol dels joves a qui el sacerdot pretén portar pel bon camí i de l'altra acaba matant Frazier i Keefer. Després de ser detingut és condemnat a mort. En un gest de noblesa, a petició del seu vell amic Connelly, implora perdó i fingeix ser un covard davant la cadira elèctrica, per tal que els joves de Connelly el menyspreïn i així no el prenguin com a model.

## Repartiment
- James Cagney (Rocky Sullivan)
- Pat O'Brien (pare Jerry Connelly)
- Humphrey Bogart (Jim Frazier)
- Ann Sheridan (Laury Ferguson)
- George Bancroft (Mac Keefer)
- Billy Halop (Soapy)
- Bobby Jordan (Swing)
- Leo Gorcey (Bim)
- Gabriel Dell (Pasty)
- Huntz Hall] (Crab)
- Bernard Punsly (Hunky)
- Joe Downing (Steve)
- Edward Pawley] (Edwards, policia)
- Adrian Morris (Blackie)
- Frankie Burke (Rocky, de nen)
- William Tracy (Jerry, de nen)
- Marilyn Knowlden (Laury, de nena)

## Premis i reconeixements
| Premi                                   | Categoria            | Nominat        | Resultat  | Ref |
| --------------------------------------- | -------------------- | -------------- | --------- | --- |
| Premis Oscars                           | Millor director      | Michael Curtiz | Nominat   | ref |
| Premis Oscars                           | Millor actor         | James Cagney   | Nominat   | ref |
| Premis Oscars                           | Millor guió original | Rowland Brown  | Nominat   | ref |
| National Board of Review                | Millor actor         | James Cagney   | Guanyador | Ref |
| Premis del New York Film Critics Circle | Millor actor         | James Cagney   | Guanyador |     |